# San Benedetto Tennis Cup 2023
La San Benedetto Tennis Cup 2023 è stato un torneo professionistico maschile di tennis giocato sulla terra rossa. È stata la 17ª edizione del torneo, facente parte della categoria Challenger 100 nell'ambito dell'ATP Challenger Tour 2023. Si è giocato al Circolo Tennis Maggioni di San Benedetto del Tronto, in Italia, dal 10 al 16 luglio 2023.

## Partecipanti

### Teste di serie
| Nazionalità | Giocatore                  | Ranking* | Testa di serie |
| ----------- | -------------------------- | -------- | -------------- |
| Francia     | Richard Gasquet            | 51       | 1              |
| Spagna      | Albert Ramos Viñolas       | 76       | 2              |
| Argentina   | Facundo Díaz Acosta        | 115      | 3              |
| Argentina   | Thiago Agustín Tirante     | 132      | 4              |
| Cile        | Marcelo Tomás Barrios Vera | 133      | 5              |
| Italia      | Raul Brancaccio            | 135      | 6              |
| Cile        | Alejandro Tabilo           | 145      | 7              |
| Francia     | Benoît Paire               | 147      | 8              |

* Ranking al 3 luglio 2023.

### Altri partecipanti
I seguenti giocatori hanno ricevuto una wild card per il tabellone principale:
- Peter Buldorini
- Gianmarco Ferrari
- Richard Gasquet

I seguenti giocatori sono entrati in tabellone come alternate:
- Salvatore Caruso
- Hernán Casanova
- Alessandro Giannessi

I seguenti giocatori sono passati dalle qualificazioni:
- Daniel Rincón
- Alexander Weis
- Marcello Serafini
- Dmitrij Popko
- Carlos Sánchez Jover
- Julian Ocleppo

I seguenti giocatori sono entrati in tabellone come lucky loser:
- Federico Arnaboldi
- Francesco Forti
- Facundo Juárez
- Gabriele Piraino

## Punti e montepremi
| Torneo    | Torneo              | V      | F     | SF    | QF    | 2T    | 1T    | Q | Q2  | Q1  |
| Singolare | Punti               | 100    | 60    | 36    | 20    | 9     | 0     | 5 | 2   | 0   |
| Singolare | Premi in denaro (€) | 16,020 | 9,415 | 5,555 | 3,240 | 1,900 | 1,160 | – | 580 | 290 |
| Doppio    | Punti               | 100    | 60    | 36    | 20    | –     | 0     | – | –   | –   |
| Doppio    | Premi in denaro (€) | 6,845  | 4,050 | 2,400 | 1,420 | –     | 800   | – | –   | –   |

## Campioni

### Singolare
Benoît Paire ha sconfitto in finale  Richard Gasquet con il punteggio di 4–6, 6–1, 6–1.

### Doppio
Fernando Romboli /  Marcelo Zormann hanno sconfitto in finale  Diego Hidalgo /  Cristian Rodríguez con il punteggio di 6–3, 6–4.